# Waatskamp
Waatskamp is een buurtschap behorende tot de Limburgse gemeente Nederweert.
De buurtschap is gelegen aan een gelijknamige straat tussen het dorp Ospel en het kanaal de Noordervaart.
De straat Waatskamp sluit in het zuiden aan op de N275, de provinciale weg die parallel loopt aan de Noordervaart.
Westelijk van Waatskamp ligt de naburige buurtschap Kreijel.
Dorpen: Budschop · Leveroy · Nederweert · Nederweert-Eind · Ospel · Ospeldijk

Buurtschappen en gehuchten: Boeket · Bosserstraat · De Nieuwe Hoeven · Horick · Horickheide · Hulsen · Klaarstraat · Kreijel · Mildert · Nieuw- en Winnerstraat · Roeven · Schoor · Strateris · Waatskamp

Limburg: Steden en dorpen      Nederland: Provincies · Gemeenten